# فرانکل بسی
برنارد فرانکل بسی(Bernard Frénicle de Bessy (c. ۱۶۰۵–۱۶۷۵)ریاضی‌دانی فرانسوی بود که در پاریس دیده به جهان گشود.
او مقالات بسیاری را در راستای ریاضیات منتشر کرد که مهم ترین‌هایش در مورد نظریه اعداد و ترکیبیات بود.